# Bandeira de Irapuato
A Bandeira de Irapuato é um dos símbolos oficiais do município de Irapuato, uma cidade do estado de Guanajuato, no México. Foi criada em 2007.

## Descrição
Seu desenho consiste em um retângulo de proporção largura-comprimento de 4:7 dividido em duas faixas verticais de mesma espessura. As cores das faixas são, respctivamente, a partir da esquerda (lado do mastro) azul e vermelho.
No meio das duas faixas está um brasão da cidade de Irapuato, a bandeira representa o município do estado de Guanajuato.

## Cores
As cores da bandeira são naval e vermelho:
| Cor) | Cor)         | Código Hex HTML |
| ---- | ------------ | --------------- |
|      | azul-marinho | #009c3b         |
|      | vermelho     | #CE1126         |